# Beatrix van Valkenburg
Beatrix van Valkenburg (Kasteel Valkenburg?, 1254? – Oxford?, 17 oktober 1277) was een 13e-eeuwse edelvrouw uit het huis Valkenburg-Heinsberg. Ze was de derde echtgenote van Richard van Cornwall en werd vanwege haar huwelijk op jeugdige leeftijd koningin-gemaal van het Heilige Roomse Rijk.

## Achtergrond
Beatrix was een van de vijf dochters van Dirk II van Valkenburg en behoorde door haar afkomst tot de Rijn-Maaslandse aristocratie. Haar moeder was ofwel Berta van Limburg-Monschau, dochter van Walram II van Monschau, ofwel Adelheid van Loon, dochter van Arnold IV van Loon. Beatrix was een zuster van Walram de Rosse, heer van Valkenburg, onder wiens bewind het Land van Valkenburg zijn grootste omvang bereikte. Haar zuster Elisabeth was gehuwd met Engelbert I, graaf van Mark. Een andere zus, Ida, werd abdis van Munsterbilzen.
Dirk II van Valkenburg ondersteunde de aanspraken van Richard van Cornwall op de troon van het Heilige Roomse Rijk. Richard was de broer van de Engelse koning Hendrik III en schoonbroer van de overleden keizer Frederik II en stond bekend als een van de rijkste mannen van Europa. In 1256 werd hij door vier van de zeven Duitse keurvorsten gekozen tot koning van Duitsland. Op 27 mei 1257 vond de kroning plaats in de Dom van Aken. Zijn tegenstander Alfons X van Castilië, bijgenaamd de Wijze, gaf de strijd al na enige maanden op, waarna Rudolf I van Habsburg in diens rechten trad en het koningschap van Richard bleef bestrijden (uiteindelijk met succes; in 1273 werd hijzelf Rooms-koning).
Beatrix' oom, Engelbert II van Valkenburg, werd in 1261 gekozen tot aartsbisschop van Keulen, een hoge positie in het Heilige Roomse Rijk, waarmee het aanzien van Beatrix' familie zeer toenam. Engelbert toonde aanvankelijk weinig interesse in de Duitse koning van Engelse komaf, maar dat veranderde in 1267 toen hij door Willem IV van Gulik en de burgers van Keulen werd gevangengezet in de Burcht Nideggen. Richard van Cornwall besloot Engelbert te hulp te komen en in oktober 1268 viel hij met steun van Dirk II van Valkenburg, Walram IV van Limburg, Dirk II van Heinsberg en Diederik VII van Kleef het keurvorstendom Keulen binnen. De onderneming werd een complete mislukking; Beatrix' vader sneuvelde voor de poorten van Keulen en Engelbert bleef gevangen.

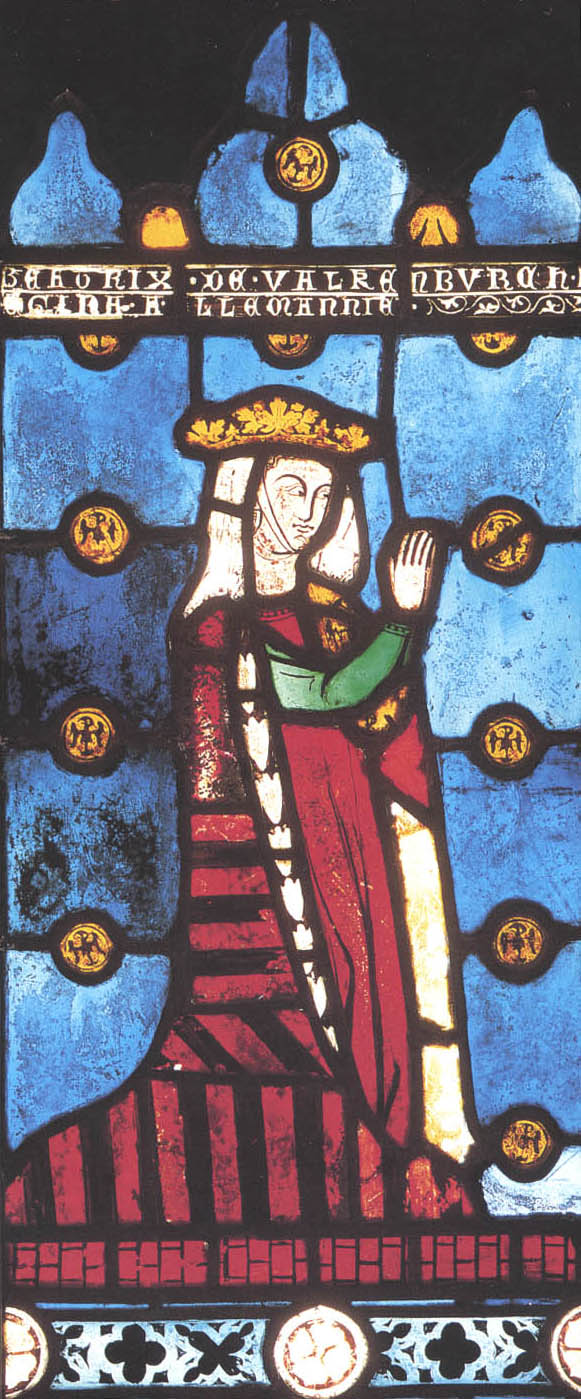
Glas-in-loodraam met portret van Beatrix van Valkenburg (Burrell Collection, Glasgow)

## Huwelijk
Tijdens de Keulse militaire campagne werd de 60-jarige Richard verliefd op de tweede(?) dochter van Dirk van Valkenburg, Beatrix, die bekendstond om haar schoonheid. Aangezien haar vader bij de strijd was omgekomen, bracht Richard haar onder bij haar half-oom, Filips IV van Bolanden-Hohenfels. Richard voelde zich dermate aangetrokken tot Beatrix, dat hij geen dag van haar week. Kort daarna begonnen de huwelijksonderhandelingen. Op 16 juni 1269 werd het huwelijk gesloten te Kaiserslautern.
Ondanks het verschil in leeftijd, schijnt Richard een goede en toegewijde echtgenoot te zijn geweest. Hoewel Beatrix' familie na de gevangenneming van haar oom en de dood van haar vader minder aanzien genoot, had het huwelijk ook voor Richard een politieke meerwaarde: door een Duitse vrouw te huwen (Valkenburg en het grootste deel der Nederlanden hoorden bij het Duitse Rijk) hoopte de Engelsman geaccepteerd te worden als Duits koning door de Duitse prinsen die hem tot dan toe weigerden te erkennen - en wellicht tot keizer gekroond te worden.
Doordat een uitnodiging voor de keizerskroning in Rome uitbleef, vertrokken Richard en zijn jonge bruid al na enkele weken naar Engeland. Op 3 augustus 1269 kwamen zij te Dover aan. Geen van beiden zou nog ooit naar het vasteland van Europa terugkeren.

## Weduwschap
In december 1271 kreeg Richard een beroerte en op 2 april 1272 overleed hij in Hertfordshire. Richard werd begraven naast zijn tweede echtgenote, Sancha van Provence, in de door hem gestichte Hayles Abbey in Gloucestershire, maar Beatrix liet zijn hart overbrengen naar de franciscanenkerk van Oxford, waar zij ook zelf later begraven zou worden. Na de dood van haar man leidde Beatrix een teruggetrokken leven als weduwe. Zowel haar schoonbroer Hendrik als haar neef Eduard, beiden koningen van Engeland, zonden haar in 1272 en 1276 geschenken. Met haar stiefzoon Edmund had zij een conflict over zijn aandeel in de erfenis van zijn moeder Sancha, maar daarover werd in februari 1276 overeenstemming bereikt.
Beatrix overleefde Richard slechts 5 jaar. Ze overleed op 17 oktober 1277, waarschijnlijk slechts 23 jaar oud, en werd vóór het hoofdaltaar van de Minderbroederskerk in Oxford begraven.

## Nalatenschap
Richard van Cornwall en Beatrix van Valkenburg hadden geen nakomelingen. Het enige bewaard gebleven portret van Beatrix staat afgebeeld op een glas-in-loodraam, waarschijnlijk door paters franciscanen in Norwich vervaardigd voor de Minderbroederskerk in Oxford. Het raam is het oudste, nog bestaande en onbeschadigde donorportret en bevindt zich thans in de Burrell Collection in Glasgow. Het feit dat Beatrix staat afgebeeld op een kerkraam, zou een aanwijzing kunnen zijn dat zij het minderbroedersklooster in Oxford begunstigde. Het uit dit klooster voortgekomen Grey Friars Hall was tot 2008 onderdeel van de Universiteit van Oxford.